# Sous-capitalisation
 (novembre 2017).
Si vous disposez d'ouvrages ou d'articles de référence ou si vous connaissez des sites web de qualité traitant du thème abordé ici, merci de compléter l'article en donnant les références utiles à sa vérifiabilité et en les liant à la section « Notes et références ».
La sous-capitalisation (en anglais thin capitalization) d'une entreprise est l'insuffisance de ses capitaux propres, appelés aussi réserves financières, par rapport à ses dettes. Dans cette situation, toute détérioration rapide de sa situation commerciale ou financière se traduit par un risque plus important de faillite et donc pour les créanciers, y compris les créanciers industriels (les fournisseurs) par un risque de non-remboursement ou de non-paiement.
Les capitaux propres n'ont rien à voir avec la capitalisation boursière. Une entreprise peut par exemple diminuer ses capitaux propres par un programme de rachat d'action, qui va amplifier la montée de son cours de bourse et donc sa capitalisation boursière, mais fragiliser ses capitaux propres et provoquer une sous-capitalisation.
On parle de sous-capitalisation pour le montant des capitaux propres et plutôt de sous-valorisation s'il s'agit simplement de la capitalisation boursière. La seconde rend la société plus vulnérable à une offre publique d'achat, tandis que la première, autrement grave, peut mener à sa faillite rapide.

## Phénomènes entraînant une sous-capitalisation
- Les pertes résultant d'une activité temporairement non-rentable sont en principe épongées par les capitaux propres. Mais plus ces capitaux propres sont faibles, plus l'entreprise risque de faire faillite rapidement, même en cas de pertes modestes.

- Les dépréciations d'actifs sont aussi des pertes, qui peuvent apparaître très rapidement pour des montants très élevés et consommer les capitaux propres en très peu de temps. C'est ce qui est arrivé à plusieurs banques lors de la crise des subprimes.

- Une fusion d'entreprise payée en liquide se traduit en général par un plus grand risque de sous-capitalisation, sauf si l'une des deux entreprises fusionnées n'a pas, ou peu, de dette. Pour effectuer la fusion, l'une des deux entreprises doit en effet racheter l'autre avec l'aide de crédits qui servent à payer les actionnaires : la part des dettes au passif du nouveau groupe augmente.

- Pour les mêmes raisons, un rachat d'entreprise par LBO c'est-à-dire par endettement, entraîne automatiquement une diminution des capitaux propres et assez fréquemment une sous-capitalisation, car la dette de l'ensemble augmente.

- Les rachats d'actions obligent l'entreprise à dépenser une partie de ses réserves pour le rachat de ses propres actions. Si le montant de ces rachats dépasse le montant du bénéfice net de l'année, elle doit puiser dans ses réserves et cette politique peut déboucher sur une sous-capitalisation.

- Le versement de dividendes ne diminue pas les capitaux propres car le dividende n'est qu'une partie du bénéfice net de l'entreprise, dont il est issu. La partie du bénéfice net mise en réserve, non versée en dividende, vient augmenter les fonds propres de l'entreprise.

## Les façons de réduire la sous-capitalisation
- L'élévation de la rentabilité de l'entreprise, si elle était mal gérée, peut dégager un surcroît de bénéfice net qui, par sa mise en réserve, vient mécaniquement augmenter les capitaux propres. Mais si l'entreprise est déjà correctement gérée, la recherche d'une rentabilité encore plus élevée peut compromettre ses perspectives de long terme, en raison d'investissements humains et commerciaux trop faibles ou de prix de vente trop élevés.

- L'augmentation de capital, par la création de nouvelles actions, vendues en Bourse à des investisseurs, ou de gré-à-gré à des fonds de capital-risque, permet de récolter de l'argent frais, qui est automatiquement mis en réserve pour augmenter les capitaux propres. L'augmentation de capital peut aussi être souscrite par un État.